# جابر جاسم (لاعب كرة قدم إماراتي)
جابر جاسم خميس (مواليد 7 ديسمبر 1979، لاعب كرة قدم إماراتي يجيد اللعب كحارس مرمى.

## مسيرة اللاعب
لعب مع نادي الخليج و إنتقل إلى نادي عجمان عام 2010 و لعب معهم حتى عام 2020 .